# Haefeli Glacier
Haefeli Glacier är en glaciär i Antarktis. Den ligger i Västantarktis. Argentina, Chile och Storbritannien gör anspråk på området. Haefeli Glacier ligger 856 meter över havet.
Terrängen runt Haefeli Glacier är kuperad åt sydost, men åt nordväst är den bergig.  Trakten är obefolkad. Det finns inga samhällen i närheten.